# Mesquita Blanca de Natzaret
La mesquita blanca és la més antiga de Natzaret, Israel, està situada en l'anomenat Harat Alhama, el barri de la mesquita, en el centre de l'antic mercat de Natzaret. La mesquita va ser aixecada entre 1804 i 1808, sota el regnat de Suleiman Pasha i del seu comissionat en la ciutat, Sheikh Abdullah al-Fahoum, els seus descendents segueixen tenint l'administració (waqf) de l'edifici en l'actualitat. Actualment, l'edifici ha acollit a més de 2.000 persones en el sermó del divendres, i també és la seu d'un museu de la història de Natzaret.